# 許福
許福（1495年—？），字堯錫，福建泉州府同安縣人(今金門縣)，軍籍，明朝政治人物。

## 生平
嘉靖七年（1528年）戊子科福建鄉試第六名舉人。嘉靖十四年（1535年）中式乙未科會試第十五名，登第二甲第九十二名進士。

## 家族
曾祖許時嘉；祖父許純陽，曾任壽官；父許良絢。前母李氏；母黃氏。慈侍下。